# Liste der Bodendenkmale in Steinhöfel
Die Liste der Bodendenkmale in Steinhöfel enthält alle Bodendenkmale der brandenburgischen Gemeinde Steinhöfel und ihrer Ortsteile auf der Grundlage der Landesdenkmalliste vom 31. Dezember 2020.
Die Baudenkmale sind in der Liste der Baudenkmale in Steinhöfel aufgeführt.
| Gemarkung                                     | Flur    | Kurzansprache                                                                                               | Bodendenkmalnummer | Bemerkung | Bild |
| --------------------------------------------- | ------- | --- | ------------------ | --------- | ---- |
| Arensdorf (Lage)                              | 4       | Siedlung slawisches Mittelalter, Siedlung Bronzezeit, Siedlung Urgeschichte                                 | 90399              |           |      |
| Arensdorf (Lage)                              | 4       | Siedlung Neolithikum, Siedlung Bronzezeit                                                                   | 90402              |           |      |
| Arensdorf (Lage)                              | 3       | Siedlung römische Kaiserzeit                                                                                | 90515              |           |      |
| Arensdorf (Lage)                              | 2, 3    | Siedlung Steinzeit                                                                                          | 90516              |           |      |
| Arensdorf (Lage)                              | 2       | Dorfkern Neuzeit, Dorfkern deutsches Mittelalter                                                            | 90517              |           |      |
| Arensdorf (Lage)                              | 3       | Siedlung römische Kaiserzeit                                                                                | 90519              |           |      |
| Arensdorf, Hasenfelde, Wilmersdorf (B) (Lage) | 4, 2, 3 | Siedlung Neolithikum, Siedlung slawisches Mittelalter, Siedlung Bronzezeit, Burgwall slawisches Mittelalter | 90595              |           |      |
| Arensdorf, Wilmersdorf (B) (Lage)             | 3, 1    | Siedlung Bronzezeit                                                                                         | 90518              |           |      |
| Beerfelde (Lage)                              | 3       | Siedlung Bronzezeit                                                                                         | 90259              |           |      |
| Beerfelde (Lage)                              | 2, 3    | Siedlung slawisches Mittelalter, Dorfkern deutsches Mittelalter, Dorfkern Neuzeit                           | 90260              |           |      |
| Beerfelde (Lage)                              | 2       | Siedlung Urgeschichte                                                                                       | 90262              |           |      |
| Beerfelde (Lage)                              | 1       | Gräberfeld Bronzezeit                                                                                       | 90265              |           |      |
| Beerfelde (Lage)                              | 2       | Siedlung Neolithikum                                                                                        | 90266              |           |      |
| Beerfelde (Lage)                              | 2       | Siedlung Eisenzeit, Siedlung römische Kaiserzeit                                                            | 90267              |           |      |
| Beerfelde (Lage)                              | 1       | Rast- und Werkplatz Mesolithikum                                                                            | 91061              |           |      |
| Beerfelde, Buchholz (Lage)                    | 1, 2    | Hügelgräberfeld Bronzezeit, Gräberfeld Bronzezeit                                                           | 90264              |           |      |
| Beerfelde, Jänickendorf (Lage)                | 3, 2    | Gräberfeld Bronzezeit                                                                                       | 90477              |           |      |
| Beerfelde, Schönfelde (Lage)                  | 2, 1, 2 | Siedlung Bronzezeit                                                                                         | 90263              |           |      |
| Beerfelde, Trebus (Lage)                      | 3, 3    | Siedlung Neolithikum                                                                                        | 90261              |           |      |
| Buchholz (Lage)                               | 1       | Dorfkern deutsches Mittelalter, Dorfkern Neuzeit, Siedlung Urgeschichte                                     | 90331              |           |      |
| Buchholz (Lage)                               | 2       | Hügelgräberfeld Urgeschichte                                                                                | 90332              |           |      |
| Gölsdorf (Lage)                               | 1       | Wüstung deutsches Mittelalter, Siedlung Neuzeit                                                             | 90397              |           |      |
| Hasenfelde (Lage)                             | 1       | Siedlung Urgeschichte                                                                                       | 90437              |           |      |
| Hasenfelde (Lage)                             | 1       | Siedlung Bronzezeit                                                                                         | 90438              |           |      |
| Hasenfelde (Lage)                             | 2       | Siedlung Urgeschichte                                                                                       | 90439              |           |      |
| Hasenfelde (Lage)                             | 2       | Siedlung Bronzezeit                                                                                         | 90440              |           |      |
| Hasenfelde (Lage)                             | 2       | Siedlung Urgeschichte                                                                                       | 90441              |           |      |
| Hasenfelde (Lage)                             | 2       | Siedlung Bronzezeit                                                                                         | 90442              |           |      |
| Hasenfelde (Lage)                             | 2       | Siedlung Urgeschichte                                                                                       | 90443              |           |      |
| Hasenfelde (Lage)                             | 1       | Siedlung Bronzezeit, Siedlung slawisches Mittelalter                                                        | 90444              |           |      |
| Hasenfelde (Lage)                             | 1       | Dorfkern deutsches Mittelalter, Dorfkern Neuzeit                                                            | 90445              |           |      |
| Hasenfelde (Lage)                             | 1       | Siedlung Urgeschichte                                                                                       | 90446              |           |      |
| Hasenfelde (Lage)                             | 2       | Siedlung Steinzeit                                                                                          | 90447              |           |      |
| Hasenfelde (Lage)                             | 1       | Siedlung slawisches Mittelalter                                                                             | 90448              |           |      |
| Hasenfelde (Lage)                             | 1       | Siedlung Neolithikum                                                                                        | 90449              |           |      |
| Hasenfelde (Lage)                             | 1       | Gräberfeld Bronzezeit                                                                                       | 90450              |           |      |
| Hasenfelde (Lage)                             | 2       | Siedlung Urgeschichte                                                                                       | 90737              |           |      |
| Hasenfelde (Lage)                             | 2       | Siedlung Urgeschichte                                                                                       | 90738              |           |      |
| Hasenfelde (Lage)                             | 2       | Siedlung Urgeschichte                                                                                       | 90739              |           |      |
| Hasenfelde (Lage)                             | 2       | Siedlung Urgeschichte                                                                                       | 90741              |           |      |
| Hasenfelde (Lage)                             | 2       | Siedlung Urgeschichte                                                                                       | 90742              |           |      |
| Heinersdorf (Lage)                            | 5       | Dorfkern deutsches Mittelalter, Dorfkern Neuzeit                                                            | 90119              |           |      |
| Heinersdorf (Lage)                            | 4       | Gräberfeld Eisenzeit                                                                                        | 90451              |           |      |
| Heinersdorf (Lage)                            | 3, 4    | Näpfchenstein Urgeschichte                                                                                  | 90453              |           |      |
| Heinersdorf (Lage)                            | 3       | Siedlung slawisches Mittelalter                                                                             | 90454              |           |      |
| Heinersdorf (Lage)                            | 3, 4, 5 | Siedlung Bronzezeit, Siedlung slawisches Mittelalter, Dorfkern deutsches Mittelalter, Dorfkern Neuzeit      | 90455              |           |      |
| Heinersdorf (Lage)                            | 4       | Siedlung Eisenzeit                                                                                          | 90456              |           |      |
| Heinersdorf (Lage)                            | 4       | Siedlung Eisenzeit, Siedlung Urgeschichte                                                                   | 90457              |           |      |
| Jänickendorf (Lage)                           | 2       | Siedlung Neolithikum                                                                                        | 90473              |           |      |
| Jänickendorf (Lage)                           | 1       | Siedlung Neolithikum                                                                                        | 90474              |           |      |
| Jänickendorf (Lage)                           | 1, 2    | Dorfkern deutsches Mittelalter, Dorfkern Neuzeit                                                            | 90475              |           |      |
| Jänickendorf (Lage)                           | 2       | Siedlung Urgeschichte                                                                                       | 90476              |           |      |
| Schönfelde (Lage)                             | 2       | Rast- und Werkplatz Mesolithikum, Siedlung Urgeschichte                                                     | 90643              |           |      |
| Schönfelde (Lage)                             | 1, 2    | Dorfkern deutsches Mittelalter, Dorfkern Neuzeit                                                            | 90644              |           |      |
| Tempelberg (Lage)                             | 1, 2, 3 | Dorfkern deutsches Mittelalter, Dorfkern Neuzeit                                                            | 90326              |           |      |
| Tempelberg (Lage)                             | 3       | Großsteingrab Neolithikum                                                                                   | 90330              |           |      |